# 404 km (obwód riazański)
404 km (ros. 404 км) – przystanek kolejowy w miejscowości Kazarma 404 km, w rejonie sasowskim, w obwodzie riazańskim, w Rosji. Położony jest na linii Moskwa – Riazań – Samara.